# シニェイ・メルシェ・パール

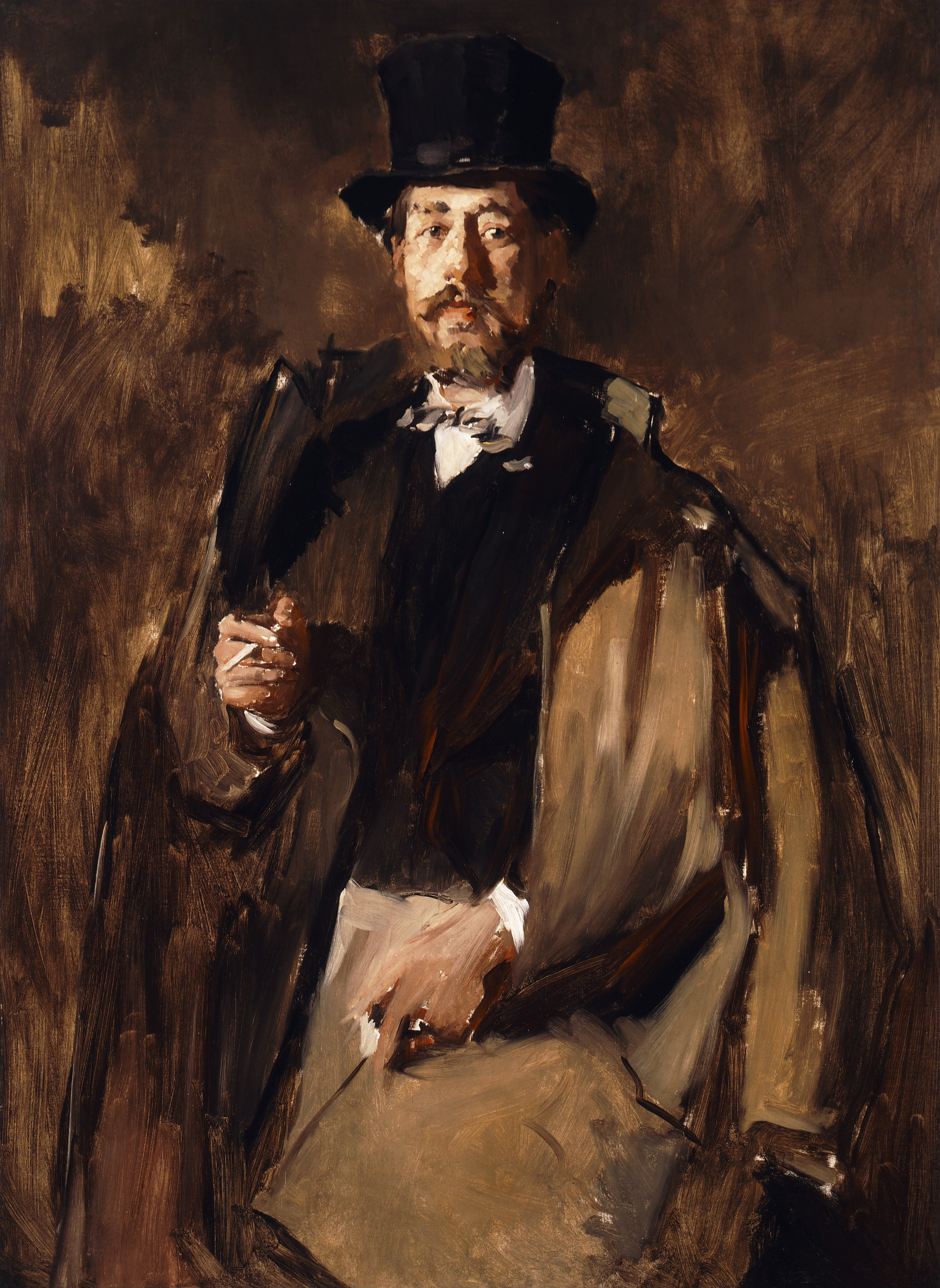
ヴィルヘルム・ライブル 『パール・シニェイ・メルシェの肖像』／1869年（歳頃）のパールを友人ライブルが描いた油彩画。キャンバスに油彩。ブダペスト国立西洋美術館所蔵。

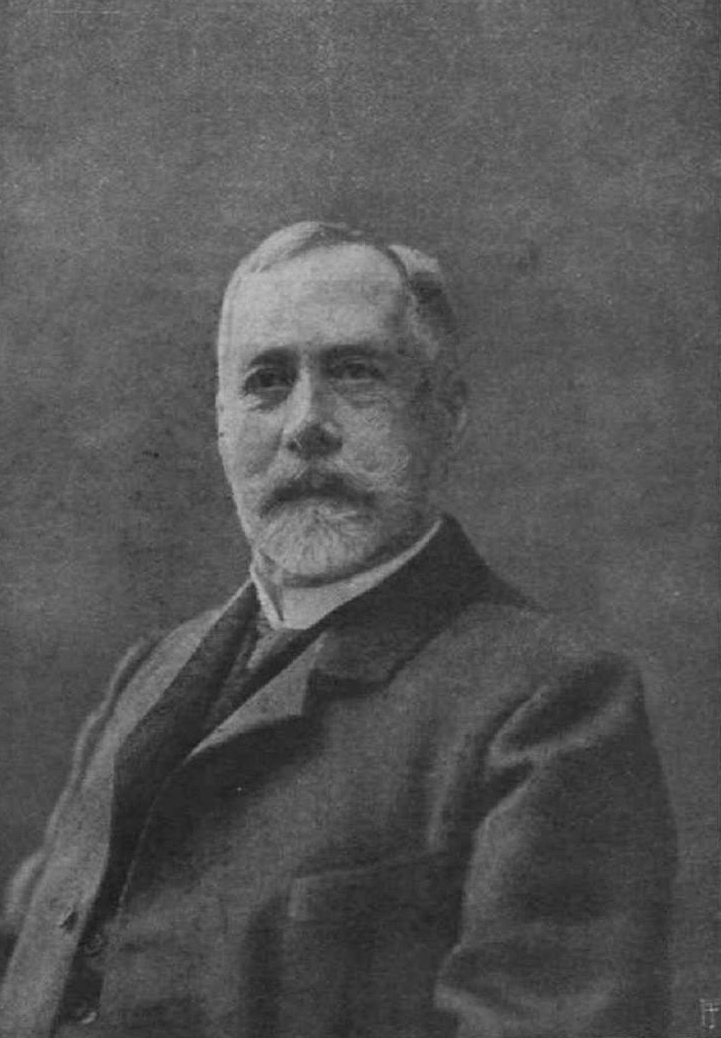
ハンガリー芸術大学学長に就任した1905年（歳頃）の写真。

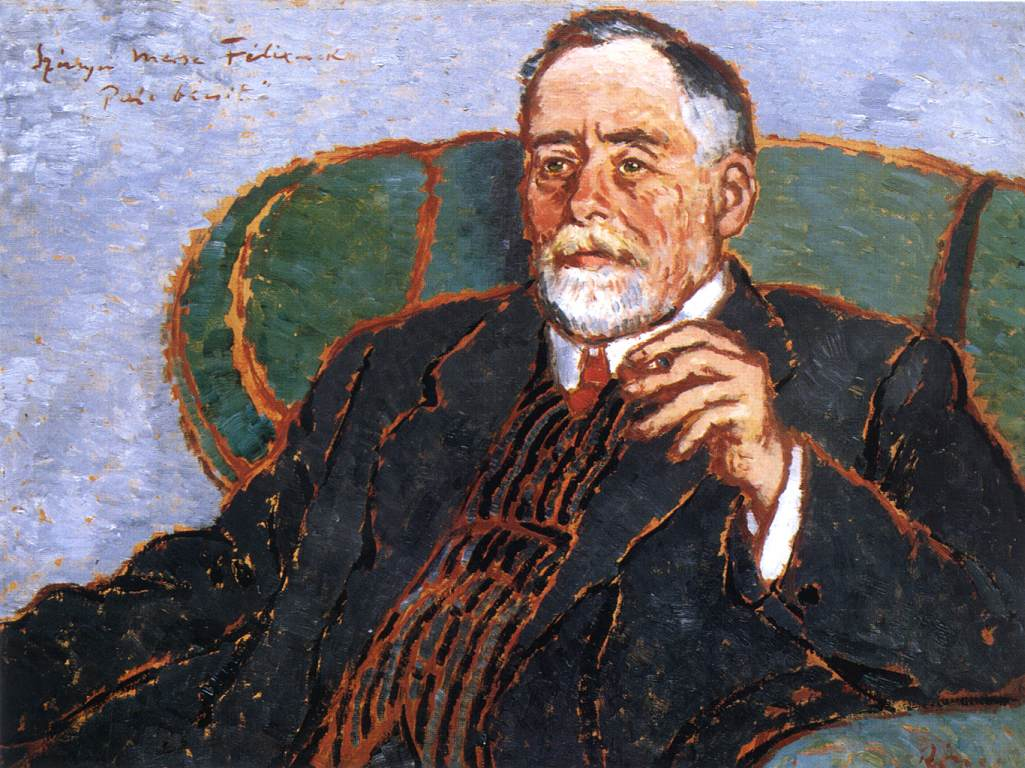
リップル・ローナイ・ヨージェフ 『パール・シニェイ・メルシェの肖像』／1911年（歳頃）のハンガリー芸術大学学長としてのパールを描いた油彩画。厚紙に油彩。ハンガリー国立美術館所蔵。

シニェイ・メルシェ・パール（ハンガリー語: Szinyei Merse Pál 、1845年7月4日 - 1920年2月2日）は、ハンガリーの画家。
分割された色の輝きを精緻に画面に固定する画法で知られ、印象派になぞらえられる。若い頃には評価されず、画壇から離れていたが、1896年（50歳頃）になってようやく正当な評価を得て大家となり、1905年から1920年の間はハンガリー芸術大学学長を務めながら後進を育てた。

## 人名
シニェイ・メルシェ（Szinyei Merse）が姓、パール（Pál）が個人名である。ハンガリー語ではハンガリー人の人名を「姓・名」の順に表記するため Szinyei Merse Pál となるが、ハンガリー以外では Pál Szinyei Merse または Pál Szinyei-Merse と表記されることが多い。
"Pál" を頭文字で表記した Szinyei Merse P. や、姓が前にあることをより明確にするためのカンマ,を添えた Szinyei Merse, Pál、 Szinyei Merse, P. が用いられることもある。
日本語では Szinyei を「シニェイ」と表記するのが通例であるが、「スィニェイ」表記もわずかに見られる。

## 略歴
生誕地は、オーストリア帝国ハンガリー王国領セペス郡の町シニェウイファル（ハンガリー語：Szinyeújfalu）、現在のスロバキア共和国東部のプレショウ県にある町フミニアンスカ・ノヴァー・ヴェス（スロバキア語：Chminianska Nová Ves）であった。パール少年は、この地の貴族の家に生まれている。父の名はラースロー（Szinyei Merse László cf. László. 1841-1880年。39歳没）。第1子は長女ニノン (Ninon)、第2子の長男がパール (Pál) 本人で、子はその下に5人儲けている。
1864年に家族の支援を受けてミュンヘン美術院に入学し、アレクサンダー・フォン・ヴァーグナーに師事する。1867年から1869年の間はカール・フォン・ピロティに学んだ。ここで、同年代の画家ヴィルヘルム・ライブル（1844-1900年）と知り合っている。ライブルから「外光派」と呼ばれる動向を教えられると、1869年に開催された多くの展覧会で、クールベ、バルビゾン派、マネなど、フランスの先駆者達の活動を知った後、美術院で学ぶのをあっさりとやめ、フランスの革新的な画家達に倣って野外にキャンバスを持ち出し、独自の絵画を追求し始めた。
1870年に普仏戦争が起きるとイタリアのジェノヴァに移り、しばらく留まった後、父親の指示で帰郷した。画家として認められなかったので、1880年代は絵を描くのをやめ、ハンガリー貴族としての生活を送り、ハンガリー議会（ハンガリー国会）の議員（1879-1901年）として働き、芸術家教育の改革を提唱した。また、1874年に結婚している。その後、かつての作品が認められ、画家としての活動を再開することになる。
1896年の5月2日から11月3日にかけて、マジャル人国家の建国1000年を記念して「建国千年祭博覧会」がオーストリア＝ハンガリー帝国の第二帝都ブダペストで大規模に開催されたが、芸術部門での展示を通じてパールはようやく正当な評価を得、これをもってハンガリー画檀の大家となった。1905年にはブダペストにあるハンガリー芸術大学の学長に就任し、ハンガリーの若き芸術家達を組織的に育てる立場になった。オーストリア＝ハンガリー帝国時代のナジバーニャ（当人逝去直後のハンガリー王国領ナジバーニャ。現在のルーマニア領バヤ・マレ）の芸術家村に集まった芸術家達を支援したことは特に知られている。
オーストリア＝ハンガリー帝国の崩壊後に起こったハンガリー・ルーマニア戦争の終戦間もない混乱の中にあった1920年2月2日、ルーマニア王国軍占領下のセペス郡の町 Jernye（現在のスロバキア共和国東部のプレショウ県にある町ヤロヴニツェ〈en:Jarovnice〉）で死去した。

## 作品
※略語として、「原題」とあれば「現地語であるハンガリー語の題名」の意。邦題（日本語の題名）はわざわざ「邦題」とは記さない。英題は「英語の題名」、仏題は「フランス語の題」、伊題は「イタリア語の題名」の意。邦題が確認できる作品はそれをメインタイトルとする。邦題が分からず、原題が分かる場合は原題を、邦題も原題も分からず、それ以外の言語名が分かる場合は、英題など主要な言語での題名をメインタイトルとする。
※特記の無い限り、画材はキャンバス、ジャンルは油彩画。
- 1
- 2
- 3
- 4

- 1. （原題）Szinyei Merse Zsigmond csibukkal  （英題）Portrait of Zsigmond Szinyei Merse  （仏題）Zsigmond arcképe

1866年の作。2つ違いの弟であるシグモンド（スィグモンド、Szinyei Merse Zsigmond、1847-1885年）を描いた肖像画。英題は「シグモンド・シニェイ・メルシェの肖像画」の意、仏題は「シグモンドの肖像画」の意。ハンガリー国立美術館所蔵。
- 2. 『牧神とニンフ』  （原題）Faun és Nimfa  （仏題）Faune et Nymphe ／1867年の作。ギリシア神話のファウヌスとニュンペーを描く。ハンガリー国立美術館所蔵。
- 3. （原題）Szinyei Merse László portréja  （英題）Portrait of László Szinyei Merse  （英題）Portrait of László in hussar uniform

1868年の作。誇り高きフッサール（Huszár. 15世紀ハンガリー発祥の騎兵。ユサール、ハザー）の軍服を纏った父ラースロー (cf. László) の勇姿を描く。原題は「シニェイ・メルシェ・ラースローの肖像画」の意、英題は前者が「ラースロー・シニェイ・メルシェの肖像画」、後者は「ハザーの制服を着たラースローの肖像画」の意。ハンガリー国立美術館所蔵。
- 4. （原題）A hinta (Nyaralók, Kertben, Hintázók)  （英題）A hinta

1869年の作。自然の中で寛ぐ貴婦人たち。当時の人気の画題 hinta（ハンガリー語などでぶらんこのこと）で遊ぶ人（右上）を描き込んでいる。ハンガリー国立美術館所蔵。
- 5. 『恋人たち』  （原題）Szerelmespár  （英題）Lovers ／1869-1870年間の作。

- 5
- 6
- 7
- 8

- 6. （原題）Szinyei Merse Ninon arcképe  （英題）Portrait of Ninon Szinyei Merse

1870年の作。1つ上の姉であるニノン（Szinyei Merse Ninon、1844-1877年。cf. hu:Ninon）を描いた肖像画。英題は「ニノン・シニェイ・メルシェの肖像画」の意。ハンガリー国立美術館所蔵。
- 7. 『五月のピクニック』[1]  （原題）Majális  （英題）Picnic in May ／1873年の作。ハンガリー国立美術館所蔵。
- 8. 『紫のドレスの婦人』[5]  （別題）『紫を纏う女性』

（原題）Lilaruhás nő  （英題）Lady in Violet  （英題）Women in a purple dress  （仏題）Lilaruhás nő (Femme en violet)  （伊題）Donna in viola
1874年の作。結婚したばかりの妻ジョーフィア (cf. wikt:en:Zsófia) を描く。初期の代表作であり、今日ではハンガリーで最も重要かつ魅力的な名画とされている（国立新美術館）。発表した当時は、草木の黄緑色とドレスの鮮やかな菫色 (violet) の対比の強さが不評で、表現の斬新さはほとんど理解されなかった。ドレスの菫色は当時発明されたばかりの人工染料を使って染められたもので、自然には存在しない色彩の新しさをもってモードの世界を席巻していた。この色彩は女性のファッションに敏感であったルノワールも第1回印象派展出展作品『パリジェンヌ』（別名：『青衣の女（パリ女）』）で逸早く使っている。本作が描かれた年にフランス・パリでは初の印象派展（第1回印象派展。cf. 印象派#各展覧会の概要）が開かれて保守的な人々から酷評を受けているが、奇しくもシニェイ・メルシェも同じ時期に遠いハンガリーの地で印象派と同じ絵画的革命を本作の背景画で行っていたわけで、やはり印象派と同じく伝統絵画に叛旗を翻すものとして保守層からの激しい攻撃に曝された。彼はこの作品から数年後、美術の世界からいったん姿を消す。
- 9
- 10
- 11
- 12

- 9. （原題）A művész felesége sárga ruhában  （英題）The Artist's Wife Dressed in Yellow ／1876-78年の作。英題は「黄色いドレスを着た画家の妻」の意。
- 10. 『気球』  （原題）Léghajó   （英題）Balloon  （伊題）Aerostato

1878年の作。外国語版の単独項目「en:Balloon (Merse)」「it:Aerostato (Szinyei Merse)」などあり。ハンガリー国立美術館所蔵。
- 11. 『画家の妻の肖像』  （原題）A művész feleségének portréja  （英題）Portrait of the Artist's Wife ／1880年の作。妻ジョーフィアを描く。ハンガリー国立美術館所蔵。
- 12. 『ひばり』  （原題）A pacsirta  （英題）Lark  （英題）Skylark  （仏題）Alouette ／1882年の作。

- 13
- 14
- 15
- 16

- 13. 『雛芥子の咲く草地』  （表記揺れ）『ひなげしの咲く草地』  （原題）Pipacsos mező  （英題）Meadow with Poppies

1896年の作。なお、別の邦題に『ひなぎくの咲く草地』もあるが、ヒナギクはキク科ヒナギク属の植物で、本作の題名にある "poppy (poppies)" が意味するところのヒナゲシ（ケシ科ケシ属の1種）とは違う。ハンガリー国立美術館所蔵。
- 14. （原題）Szinyei Önarckép 1897   （英題）Self-portrait in a Leather Jacket

ハンガリー議会（ハンガリー国会）の議員時代にあたる1897年・51歳頃、それまでの画業を評価されて間もない時期に発表された自画像。原題は「シニェイ 自画像」の意。英題は「レザージャケット（革ジャケット）を着た自画像」の意。
- 15. （原題）Szinyei Merse Rózsi, a művész lánya  （英題）Rózsi Szinyei Merse, the Artist's Daughter

1897年の作。娘ロージ（Szinyei Merse Rózsi、1881-1952年）を描いた肖像画。英題は「ロージ・シニェイ・メルシェ、画家の娘」の意。個人蔵。
- 16. 『冬』  （原題）Tél  （英題）Winter ／1901-1905年間の作。ハンガリー国立美術館所蔵。

- 17
- 18
- 19

- 17. 『芥子畑』（表記揺れ）『けし畑』  （原題）Pipacsos mező  （英題）Poppies in the Field ／1902年の作。
- 18. （原題）Mező  （英題）Field ／1909年の作。ヘルマン・オットー博物館所蔵。
- 19. （原題）Horgászó Félix  （英題）Félix Angling ／1883年の作。

## 脚注

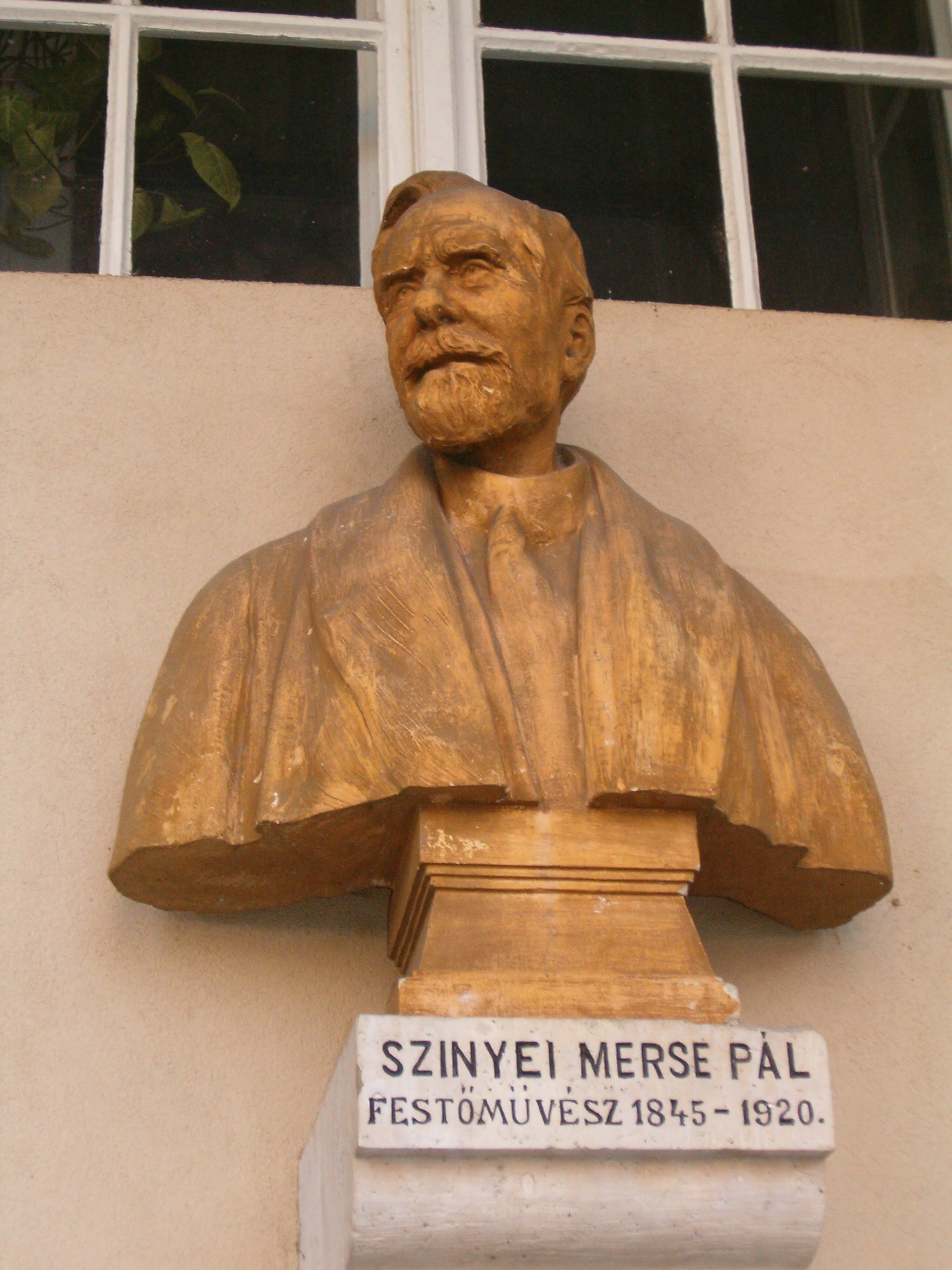
胸像